# Lista de distritos regionais da Colúmbia Britânica
A província canadense da Colúmbia Britânica é dividida em distritos regionais, uma forma de permitir que os municípios e áreas rurais trabalhem juntos em nível regional.
Similar aos condados e divisões censitárias em outras partes do Canadá, os distritos regionais servem para fornecer serviços municipais como o governo local em áreas não incorporadas a um município, e em certos assuntos regionais de preocupação compartilhada entre residentes de áreas não incorporadas e aqueles nos municípios como um papel das partes interessadas no planejamento regional. Nas áreas predominantemente rurais, os distritos regionais fornecem serviços como planejamento do uso da terra, inspeção de construções e alguma responsabilidade pela proteção comunitária contra incêndios. Os distritos regionais também fornecem alguns serviços, como a gestão de resíduos sólidos, mas diferem dos condados por não terem poderes ou órgãos semelhantes com outros braços do governo cujos poderes são muito mais abrangentes, incluindo o cuidado às florestas, meio ambiente, saúde, escolas e tribunais. Eles não são o equivalente aos condados e os seus poderes e mandatos democráticos são substancialmente mais fracos. A maioria das terras dentro de um distrito regional está sob controle de outras armas do governo provincial ou, no caso de parques nacionais e do governo federal. As reservas indígenas localizadas dentro dos limites dos distritos regionais também são excluídas de sua jurisdição e infraestrutura, e há vários níveis de colaboração entre os governos das Primeiras Nações e os conselhos distritais regionais.
Os distritos regionais são governados por conselhos de diretores eleitos direta e indiretamente. Os municípios nomeiam diretores para representar suas populações (geralmente os prefeitos), enquanto os moradores de áreas não-incorporadas (que são agrupadas em áreas eleitorais) elegem diretores diretamente. Os votos dos diretores dos municípios geralmente contam mais do que os votos dos diretores das áreas eleitorais, e os municípios maiores têm mais votos do que os menores.

## Distritos regionais
| Div. | População (2016) | Área (km²) | Densidade (/km²) | Local sede     | Nome                   |
| ---- | ---------------- | ---------- | ---------------- | -------------- | ---------------------- |
| 1    | 30,981           | 6,588      | 4.7              | Port Alberni   | Alberni-Clayoquot      |
| 2    | 37,896           | 73,361     | 0.52             | Burns Lake     | Bulkley-Nechako        |
| 3    | 383,360          | 2,340      | 163.8            | Victoria       | Capital                |
| 4    | 61,988           | 80,609     | 0.77             | Williams Lake  | Cariboo                |
| 5    | 3,319            | 24,492     | 0.14             | Bella Coola    | Central Coast          |
| 6    | 59,517           | 22,095     | 2.7              | Nelson         | Central Kootenay       |
| 7    | 194,882          | 2,905      | 67.1             | Kelowna        | Central Okanagan       |
| 8    | 51,366           | 28,929     | 1.8              | Salmon Arm     | Columbia-Shuswap       |
| 9    | 66,527           | 1,701      | 39.1             | Courtenay      | Comox Valley           |
| 10   | 83,739           | 3,475      | 24.1             | Duncan         | Cowichan Valley        |
| 11   | 60,439           | 27,543     | 2.2              | Cranbrook      | East Kootenay          |
| 12   | 295,934          | 13,335     | 22.2             | Chilliwack     | Fraser Valley          |
| 13   | 94,506           | 50,676     | 1.9              | Prince George  | Fraser-Fort George     |
| 14   | 2,463,431        | 2,883      | 854.5            | Burnaby        | Metro Vancouver        |
| 15   | 37,367           | 104,461    | 0.36             | Terrace        | Kitimat-Stikine        |
| 16   | 31,447           | 8,082      | 3.9              | Trail          | Kootenay Boundary      |
| 17   | 11,035           | 20,244     | 0.55             | Port McNeill   | Mount Waddington       |
| 18   | 155,698          | 2,038      | 76.4             | Nanaimo        | Nanaimo                |
| 19   | 84,354           | 7,503      | 11.2             | Coldstream     | North Okanagan         |
| 20   | 5,393            | 85,111     | 0.06             | Fort Nelson    | Northern Rockies       |
| 21   | 83,022           | 10,414     | 8.0              | Penticton      | Okanagan-Similkameen   |
| 22   | 62,942           | 117,391    | 0.54             | Dawson Creek   | Peace River            |
| 23   | 20,070           | 5,075      | 4.0              | Powell River   | Powell River           |
| 24   | 18,133           | 19,781     | 0.92             | Prince Rupert  | Skeena-Queen Charlotte |
| 25   | 42,665           | 16,310     | 2.6              | Pemberton      | Squamish-Lillooet      |
| 26   | 740              | 118,663    | 0.01             | -              | Região de Stikine      |
| 27   | 44,671           | 18,278     | 2.4              | Campbell River | Strathcona             |
| 28   | 29,970           | 3,777      | 7.9              | Sechelt        | Sunshine Coast         |
| 29   | 132,663          | 44,448     | 3.0              | Kamloops       | Thompson-Nicola        |

A Região de Stikine não é oficialmente classificada como um distrito regional e é administrada diretamente pelo governo da província.